# Liste der denkmalgeschützten Objekte in Vils (Tirol)
Die Liste der denkmalgeschützten Objekte in Vils enthält die 12 denkmalgeschützten, unbeweglichen Objekte der Stadtgemeinde Vils in Tirol.

## Denkmäler
| Foto |                 | Denkmal | Standort                                       | Beschreibung | Metadaten |
| ---- | --------------- | --- | ---------------------------------------------- | --- | --- |
| ja   | Datei hochladen | Hammerschmiede samt Kohlenschuppen, St. Anna Schmiede HERIS-ID: 66991 Objekt-ID: 79906 TKK: 28384seit 2013                    | bei Ritterweg 15 Standort KG: Vils             | Die unterhalb der Ruine Vilseck gelegene Hammerschmiede wurde vermutlich in der ersten Hälfte des 17. Jahrhunderts errichtet und war bis 1960 in Betrieb. Das eingeschoßige Gebäude mit Walmdach ist in Mauerwerk aufgeführt. Das Hammerwerk mit drei verschieden großen Hämmern wurde durch drei hölzerne unterschlächtige Wasserräder angetrieben. Der Maschinenbestand und eine große gemauerte Esse sind weitgehend vollständig erhalten. An der Südostseite vorgelagert ist ein Kohlenschuppen, ein massiv gemauertes, eingeschoßiges Gebäude. Das direkt an die Schmiede anschließende Wohnhaus ist 1836 abgebrannt. | BDA-Hist.: Q38115163 Status: Bescheid Stand der BDA-Liste: 2025-06-30 Name: Hammerschmiede samt Kohlenschuppen, St. Anna Schmiede GstNr.: .121, 2659 St. Anna Schmiede, Vils                       |
| ja   | Datei hochladen | Kath. Filialkirche hl. Anna HERIS-ID: 55992 Objekt-ID: 64929 TKK: 28379                                                       | gegenüber Ritterweg 17 Standort KG: Vils       | Die mittelalterliche Kirche mit romanischem Nordturm steht unterhalb der Burg Vilsegg. An das im Kern vielleicht ebenfalls noch romanische Langhaus schließt ein spätgotischer Chor mit Dreiachtelschluss an. Das Hochaltargemälde der heiligen Joachim und Anna mit der lesenden Maria ist mit 1756 bezeichnet. | BDA-Hist.: Q38069300 Status: § 2a Stand der BDA-Liste: 2025-06-30 Name: Kath. Filialkirche hl. Anna GstNr.: .119 Filialkirche hl. Anna, Vils                                                       |
| ja   | Datei hochladen | Burgruine Vilseck HERIS-ID: 40337 Objekt-ID: 40257 TKK: 28380                                                                 | nordwestlich Ritterweg 30 Standort KG: Vils    | Die Burg auf einem bewaldeten Felsen nördlich der Stadt wurde 1263 erstmals urkundlich erwähnt und begann ab dem 18. Jahrhundert zu verfallen. Von der Burg sind nur Mauerreste und ein Teil des Bergfrieds erhalten. Der mächtige Viereckturm, dessen nordöstliche Wand eingestürzt ist, besteht aus regelmäßigem Mauerwerk aus zugehauenen Bruchsteinen und einem Eckverband aus Hausteinen. | BDA-Hist.: Q1014397 Status: Bescheid Stand der BDA-Liste: 2025-06-30 Name: Burgruine Vilseck GstNr.: 1391/37, 1287/2 Burg Vilsegg                                                                  |
| ja   | Datei hochladen | Ansitz, ehem. Pfleghaus, heute Heimatmuseum HERIS-ID: 55990 Objekt-ID: 64927 TKK: 115758                                      | Stadtgasse 17 Standort KG: Vils                | Der ansitzartige zwei- bis dreigeschoßige Bau ist das ehemalige Pfleghaus der Herren von Hohenegg und stammt im Kern aus dem 16. Jahrhundert. Seit 1993 wird das Gebäude als Museum der Stadt Vils verwendet. Auf quadratischem Grundriss hat das Gebäude ein steiles Walmdach und unregelmäßige Fensterachsen. Innen wurde es umgebaut und modernisiert. | BDA-Hist.: Q115048013 Status: § 2a Stand der BDA-Liste: 2025-06-30 Name: Ansitz, ehem. Pfleghaus, heute Heimatmuseum GstNr.: 114 Ehemaliges Pflegehaus Vils                                        |
| ja   | Datei hochladen | Wohnhaus und Statuette HERIS-ID: 40338 Objekt-ID: 40258 TKK: 33604                                                            | Stadtplatz 5 Standort KG: Vils                 | Der zweigeschoßige, teils in Fachwerk ausgeführte Bau mit Satteldach und verschaltem Giebel stammt aus dem 18. Jahrhundert. An der Giebelfassade befindet sich in einer Nische eine Statue der Maria Immaculata aus der zweiten Hälfte des 18. Jahrhunderts. | BDA-Hist.: Q37994239 Status: Bescheid Stand der BDA-Liste: 2025-06-30 Name: Wohnhaus und Statuette GstNr.: .107                                                                                    |
| ja   | Datei hochladen | Wohnhaus, ehem. Mesnerhaus HERIS-ID: 40339 Objekt-ID: 40259 TKK: 28381                                                        | Stadtplatz 6 Standort KG: Vils                 | Der zweigeschoßige Bau mit Pfettendach über giebelseitig erschlossenem Mittelflurgrundriss stammt aus der 2. Hälfte des 18. Jahrhunderts. Die reiche Fassadenmalerei mit Heiligendarstellungen und Architekturmalerei, um 1760 entstanden, wird dem Maler Balthasar Riepp zugeschrieben. Die Eingangstüre zeigt Schnitzdekor, an der nördlichen Traufseite ist hölzerner Deckenstuck zu finden. | BDA-Hist.: Q37994249 Status: Bescheid Stand der BDA-Liste: 2025-06-30 Name: Wohnhaus, ehem. Mesnerhaus GstNr.: .20 Former Mesnerhaus, Vils (Tirol)                                                 |
| ja   | Datei hochladen | Widum HERIS-ID: 55991 Objekt-ID: 64928 TKK: 33606                                                                             | Stadtplatz 7 Standort KG: Vils                 | Das Widum neben der Kirche wurde 1756 erbaut, Umbauten des 19. und 20. Jahrhunderts wurden bei der Restaurierung 1984 wieder rückgängig gemacht. Der Mauerbau mit hohem, schindelgedecktem Walmdach ist über einen Mittelflurgrundriss erschlossen. Die Fassaden sind schlicht gestaltet und weisen eine regelmäßige Achsengliederung, ein breites Portal mit Steinrahmung und zweiflügelige Klappläden an den Fenstern auf. | BDA-Hist.: Q38069289 Status: § 2a Stand der BDA-Liste: 2025-06-30 Name: Widum GstNr.: .109 Widum Vils                                                                                              |
| ja   | Datei hochladen | Kriegerdenkmal bei der Stadtpfarrkirche Mariae Himmelfahrt HERIS-ID: 66987 Objekt-ID: 79901 TKK: 28378                        | bei Stadtplatz 7 Standort KG: Vils             | Der hohe Nischenbildstock auf dem Stadtplatz vor der Pfarrkirche wurde 1959 für die Gefallenen und Vermissten beider Weltkriege errichtet. In der Nische befindet sich vor einem gemalten Hintergrund ein Kruzifix mit einem davor knienden Soldaten aus Steinguss. | BDA-Hist.: Q38115152 Status: § 2a Stand der BDA-Liste: 2025-06-30 Name: Kriegerdenkmal bei der Stadtpfarrkirche Mariae Himmelfahrt GstNr.: 2371 Kriegerdenkmal Vils                                |
| ja   | Datei hochladen | Stadtpfarrkirche Mariae Himmelfahrt, Friedhof mit Einsegnungshalle HERIS-ID: 55993 Objekt-ID: 64930 TKK: 28376, 115756, 33603 | Stadtplatz 8 Standort KG: Vils                 | Die Stadtpfarrkirche ist ein einheitlicher Barockbau aus dem Jahr 1709. An das Langhaus mit Walmdach ist südlich die Katharinenkapelle angebaut; im Südwesten erhebt sich der Turm mit Zwiebelhaube. Der Hochaltar mit einem Gemälde der Himmelfahrt Mariens entstand um 1720, die beiden Seitenaltäre sind etwas älter. | BDA-Hist.: Q38069311 Status: § 2a Stand der BDA-Liste: 2025-06-30 Name: Stadtpfarrkirche Mariae Himmelfahrt, Friedhof mit Einsegnungshalle GstNr.: .1, 1 Stadtpfarrkirche Mariae Himmelfahrt, Vils |
| ja   | Datei hochladen | Denkmal-Brunnen 1809 HERIS-ID: 67005 Objekt-ID: 79926 TKK: 33610                                                              | bei Untertor 8 Standort KG: Vils               | Der Brunnen wurde 1959 zum 150-Jahr-Jubiläum des Tiroler Freiheitskampfes errichtet. Er besteht aus einem quadratischen Brunnenbecken, einem Felsen mit Kreuz und darauf einem Adler mit gesprengten Ketten und ausgebreiteten Schwingen. | BDA-Hist.: Q38115192 Status: § 2a Stand der BDA-Liste: 2025-06-30 Name: Denkmal-Brunnen 1809 GstNr.: 11                                                                                            |
| ja   | Datei hochladen | Ulrichsbrücke über den Lech HERIS-ID: 82314 Objekt-ID: 96134 TKK: 115760                                                      | Ulrichsbrücke 2, in der Nähe Standort KG: Vils | Die Brücke der alten Fernpassstraße überquert den Lech, der hier die Grenze zur Gemeinde Pinswang (Beschreibung siehe dort) bildet. | BDA-Hist.: Q38178229 Status: § 2a Stand der BDA-Liste: 2025-06-30 Name: Ulrichsbrücke über den Lech GstNr.: 2489/1 Ulrichsbrücke Vils-Pinswang                                                     |
| ja   | Datei hochladen | Pestfriedhof Vils HERIS-ID: 107346 Objekt-ID: 124663 TKK: 115759                                                              | westlich Untertor 7a Standort KG: Vils         | Der ehemalige Pestfriedhof nordwestlich der Pfarrkirche wurde vermutlich im 17. Jahrhundert angelegt. Im Gelände ist der Friedhof nicht mehr zu erkennen. Anmerkung: Bis 2011 auch unter der ObjektID ArD-7-022 doppelt eingetragen. | BDA-Hist.: Q37809818 Status: Bescheid Stand der BDA-Liste: 2025-06-30 Name: Pestfriedhof Vils GstNr.: 2793/2                                                                                       |